# آرازمحمد آخوند
ارازمحمد آخوند، روستایی است از توابع بخش مرکزی شهرستان گنبد کاووس در استان گلستان ایران که در سال ۱۲۰۷ شاید هم قیل از آن بنیان نهاده شد.
در ابتدا به عنوان قریه خان الوم سفلی نام گذاری گردیده و سپس در دهه۵۰ به احترام روحانی ای که پدرانش از بنیان گذاران روستا بوده نام روستا به ارازمحمد آخوند تغییر یافته ولی در بین مردم و ساکنین منطقه به مختوم شهرت یافته‌است.
از افراد برجسته روستا می‌توان به حسن حاجی کدخدا ، حالت بردی پهلوان ، اراز محمدآخوند ،  تقی کدخدا و حاجی صالح کدخدا نام برد که در گذشته از بزرگان روستا شناخته می‌شدند.
روستای اراز محمد آخوند در دهستان فجر در ۹ کیلومتری جنوب شهرستان گنبد روستای اراز محمد آخوند از توابع بخش مرکزی شهرستان گنبد واقع شده‌است. این روستا از شمال به روستای ارتق مختوم (آرتق حاجی)، از جنوب به روستای قول حاجی و از غرب به محور آزادشهر گنبد متصل است و رودخانه نوده از شرق این روستا می‌گذرد. این روستا فاقد جنگل و درخت است. قدمت این روستا به دوره قاجار بازمی‌گردد در حال حاضر در این روستا دو طایفه ترکمن در شمال و شرق روستا و سیستانی‌ها در جنوب این روستا سکونت دارند که با تعداد ۷۸۲ خانوار و جمعیتی بالغ بر ۲۹۸۷ نفر در این روستا زندگی می‌کنند از این تعداد خانوار ۳۷۶خانوار ترکمن و ۴۰۶خانوار سیستانی و بلوچ هستند و علاوه بر جمعیت اعلام شده ۱۳۵نفر افغانی نیز در این روستا زندگی می‌کنند. بیشتر مردم در این روستا به کشاورزی و دامداری مشغول هستند
تپه اراز محمد آخوند مربوط به پیش از دوران‌های تاریخی پس از اسلام است و در شهرستان گنبد کاووس، بخش مرکزی، روستای اراز محمد آخوند واقع شده و این اثر در تاریخ ۳۰ تیر ۱۳۸۴ با شمارهٔ ثبت ۱۲۲۴۸ به‌عنوان یکی از آثار ملی ایران به ثبت رسیده است.

## جمعیت
این روستا در دهستان فجر قرار داشته و براساس سرشماری سال ۱۳۹۵جمعیت آن در حدود ۳۰۰۰ نفر (۷۸۲خانوار) می‌باشد.